# Куратовский, Казимеж
Казимеж (Казимир) Куратовский (пол. Kazimierz Kuratowski; 2 февраля 1896, Варшава — 18 июня 1980, Варшава) — польский математик.

## Биография
Родился в семье адвоката Марка Куратовского и Розы Карчевской. В 1913 году поступил в Университет Глазго, однако из-за начавшейся Первой мировой войны вынужден был прервать обучение и продолжил его уже в Варшавском университете, который и окончил, защитив диссертацию в 1921 году. В 1927—1933 годах преподавал во Львовской Политехнике, затем вернулся в Варшавский университет и с 1934 до 1952 год возглавлял в нём отделение математики. С 1952 года член Польской академии наук, в 1957—1968 годах её вице-президент. С 1948 до 1967 года возглавлял Институт математики Польской академии наук.
Ведущей областью научных интересов Куратовского была топология.
Ряд ранних работ в этой области был написан им вместе с Брониславом Кнастером.
Дочь Казимежа, Зофия Куратовская — деятель «Солидарности», врач, политик и дипломат.

## Вклад
- Веер Кнастера — Куратовского
- Вложение Куратовского
- Задача Куратовского
- Критерий Понтрягина — Куратовского

## Публикации
Более 170 опубликованных работ, в том числе:
- Topologie (t. I [1933], t. II [1950]; также английское и советское издания)
- Teoria mnogości (вместе с Andrzejem Mostowskim, wyd. I 1952; переведено на русский и английский языки.
- Wstęp do teorii mnogości i topologii (wyd. I [1952]: переведено на русский, английский, французский, испанский и болгарский языки)
- Pół wieku matematyki polskiej 1920—1970. Wspomnienia i refleksje (tom 247 serii wydawniczej Omega, 1973)
- Notatki do autobiografii (1981)

## Награды
- В 1951 году награждён Орденом знамя труда II степени[4].
- В 1954 награждён Командорским крестом Ордена Возрождения Польши[5].